# Revigny
Revigny település Franciaországban, Jura megyében. Lakosainak száma 236 fő (2022. január 1.). Revigny Conliège, Montaigu, Nogna, Poids-de-Fiole, Publy, Saint-Maur és Vernantois községekkel határos.

## Népesség
A település népessége az elmúlt években az alábbi módon változott:
| Lakosok száma | 253  | 282  | 253  | 265  | 256  | 249  | 248  | 243  | 241  | 236  |
|               | 1968 | 1982 | 1990 | 2006 | 2013 | 2015 | 2017 | 2019 | 2020 | 2022 |